# Руссо, Жанни
Жанни́ Иво́нн Гайле́йн Руссо́ (фр. Jeannie Yvonne Ghislaine Rousseau, после замужества — Жанни де Клара́нс; 1 апреля 1919, Сен-Бриё, Франция — 23 августа 2017, Монтегю, Франция) — агент союзнической разведки в оккупированной Франции во время Второй мировой войны, входила в состав разведывательной сети «друидов», организованной Жоржем Ламарком. Полученные от Жанни Руссо сведения о немецких ракетных проектах «Фау-1» и «Фау-2» помогли организовать точечные бомбардировки полигона Пенемюнде. Жанни Руссо была дважды арестована Гестапо и провела почти год в трёх различных концентрационных лагерях.

## Биография
Жанни Руссо родилась 1 апреля 1919 года в Сен-Бриё в семье Жана Руссо, ветерана Первой мировой войны, сотрудника министерства иностранных дела, и Мари Руссо (в девичестве Ле Шарпантье). В 1939 году окончила Институт политических исследований (Sciences Po) в Париже по специальности «лингвистика». После начала Второй мировой войны Жанни переехала вместе с семьёй в Динар, где получила работу во Французской торговой палате — для общения с представителями немецкой оккупационной администрации требовалась переводчица.
В январе 1941 года Жанни Руссо впервые была арестована Гестапо, содержалась в тюрьме в Ренне. Из-за отсутствия улик её вскоре выпустили, приказав покинуть Бретань.
Переводчица переехала в Париж, где устроилась на работу в местную компанию, занимавшуюся поставкой материалов для немецкой военной промышленности, и тем самым стала ценным источником информации для разведслужб Союзников. Формальная работа Жанни Руссо в качестве агента началась в том же году после встречи с Жоржем Ламарком в поезде, следовавшем из Парижа в Виши. Ламарк был знаком с Руссо по учёбе в Sciences Po, который она закончила лучшей в своей группе, проявив талант в изучении иностранных языков, в том числе немецкого. Когда он предложил ей собирать информацию для Союзников, Руссо сразу согласилась.
В 1943 году Руссо помимо прочей информации подготовила два отчёта, касавшихся Пенемюнде. Эти отчёты дали Реджинальду Джонсу, членам британского правительства и Союзникам важную информацию о ракетной программе Третьего Рейха. Сбор и отправка этих разведданных, проходившие в очень сложных условиях, привели, при содействии Джонса, помогли организовать точечные бомбардировки полигона. В результате реализация проекта «Фау-2» затянулась, что, предположительно, спасло жизни нескольких тысяч человек.
В 1944 году, незадолго до высадки в Нормандии, был разработан план эвакуации Руссо и ещё двоих агентов, но он был сорван Гестапо. Жанни Руссо была арестована первой, но сумела предупредить остальных, и одному агенту удалось скрыться. После ареста она почти год содержалась в различных концлагерях — в Равенсбрюке, Кёнигсберге и Торгау. В Кёнигсберге Руссо заболела туберкулёзом и находилась при смерти, когда незадолго до окончания войны её спас Шведский Красный Крест.

## После Второй Мировой войны
Во время лечения от туберкулёза в Швеции Жанни Руссо встретила своего будущего мужа — Анри де Кларанса, узника Бухенвальда и Освенцима. В браке у них родилось двое детей. Анри де Кларанс умер в 1995 году.
После войны Руссо (де Кларанс) работала добровольным переводчиком для ООН и других организаций. В 1955 году Жанни Руссо была награждена Орденом Почётного легиона, в 1993 году получила почётную медаль ЦРУ. Среди других наград — Медаль Сопротивления и Военный крест.
Жанни Руссо скончалась на 99 году жизни в Монтегю, на западе Франции.

## В массовой культуре
Персонаж Жанни Руссо присутствует в компьютерной игре Hearts of Iron IV.